# هيلدر لوباتو
هيلدر لوباتو هو لاعب كرة قدم برازيلي في مركز الدفاع، ولد في 18 يوليو 1988 في ساو باولو في البرازيل. لعب مع نادي ساو باولو.

## وصلات خارجية
- هيلدر لوباتو على موقع قاعدة بيانات كرة القدم.إي يو (الإنجليزية)
- هيلدر لوباتو على موقع Soccerway.com (الإنجليزية)